# درگیری دیپلماتیک قطر و عربستان سعودی
درگیری دیپلماتیک قطر و عربستان سعودی، به درگیری مداوم بر سر نفوذ منطقه‌ای بین قطر و عربستان سعودی اشاره دارد که هر دو از اعضای شورای همکاری خلیج فارس هستند. از این درگیری، گاهی با عنوان جنگ سرد جدید عرب یاد می‌شود. روابط دوجانبهٔ این دو کشور به‌ویژه از آغاز بهار عربی و خلاء قدرتی که هر دو کشور به‌دنبال پُر کردن آن بودند، تیره شده است. قطر از موج انقلابی حمایت و عربستان سعودی با آن مخالفت می‌کند. هر دو کشور متحد ایالات متحده هستند و از درگیری مستقیم با یکدیگر خودداری کرده‌اند.
قطر در تعدادی از مسائل با بلوک سعودی اختلافاتی دارد: شبکهٔ الجزیره را پخش و پشتیبانی می‌کند که از بهار عربی حمایت می‌کند. روابط نسبتاً خوبی با ایران، رقیب اصلی عربستان سعودی دارد و در گذشته از اخوان‌المسلمین حمایت کرده است. عربستان سعودی درگیری با قطر را به‌عنوان زیرمجموعه‌ای از درگیری نیابتی ایران و عربستان سعودی به‌دلیل نگرانی طولانی مدت عربستان سعودی در مورد رابطهٔ این کشور با ایران و گروه‌های شبه‌نظامی تحت حمایت ایران در نظر می‌گیرد. با این‌حال، قطر باور دارد که این درگیری تلاشی است برای عربستان سعودی برای تثبیت هژمونی بر قطر که در طول قرن بیستم از آن برخوردار بود.
در پی انقلاب ژانویهٔ ۲۰۱۱ تونس رئیس‌جمهور پرسابقه زین‌العابدین بن‌عل پس از رد پناهندگی‌اش در فرانسه به عربستان سعودی گریخت. پوشش گستردهٔ الجزیره از خیزش ۲۰۱۱ بحرین به سوءظن سعودی‌ها دامن زد که دولت قطر به دنبال سرنگونی دولت سعودی از طریق قدرت نرم است. سپس سعودی‌ها از یک ضدانقلاب تا حد زیادی موفق در برابر بهار عربی برای حفظ سلطنت بحرین، سرنگونی رئیس‌جمهور منتخب دموکراتیک مصر، محمد مرسی و جلوگیری از حمایت بین‌المللی از دولت پس از قذافی در لیبی حمایت کردند. از زمان کودتای مصر در سال ۲۰۱۳ توسط عبدالفتاح سیسی، الگوی ثابتی از مخالفت عربستان سعودی، امارات متحدهٔ عربی و مصر با طرح‌های قطر و ترکیه که از گروه‌های اسلام‌گرای دموکراتیک و جهادگرای سلفی حمایت می‌کنند، وجود داشته است، به‌ویژه در جنگ داخلی سوریه.
عربستان سعودی و قطر هر دو از طریق شورای همکاری خلیج فارس در طول انقلاب یمن علیه رئیس‌جمهور علی عبدالله صالح بودند البته قطر بیشتر طرفدار انقلابیون و عربستان بیشتر طرفدار صالح بود. هر دو کشور نیز از سرنگونی رئیس‌جمهور بشار اسد در سوریه متحد کلیدی ایران و حزب‌الله لبنان، حمایت می‌کردند. وقتی سلمان بن عبدالعزیز آل سعود در سال ۲۰۱۵ به پادشاهی رسید، این دو کشور شروع به همکاری بیشتر در سوریه و علیه شبه‌نظامیان حوثی در جنگ داخلی یمن کردند. روابط عربستان و قطر در زمانی که قطر در پاسخ به حملات به سفارت و کنسولگری عربستان سعودی در ایران در سال ۲۰۱۶ روابط خود را با ایران قطع کرد و سفیر خود را از تهران فراخواند به اوج خود در سال‌های اخیر رسید.
در ژوئن ۲۰۱۷، عربستان سعودی، امارات، بحرین، مصر، مالدیو، موریتانی، سنگال، جیبوتی، کومور، اردن، دولت لیبی مستقر در طبرق و در نهایت دولت یمن به رهبری هادی روابط دیپلماتیک خود را با قطر قطع کردند و حریم هوایی و مسیرهای دریایی خود را همراه با عربستان سعودی بر روی قطر بستند. عربستان نیز تنها گذرگاه زمینی قطر را مسدود کرد. قطر نیز از ائتلاف ضد حوثی اخراج شد. خالد بن محمد العطیه، وزیر دفاع قطر، این محاصره را شبیه به اعلان جنگ بدون خونریزی خواند و علی شریف العمادی، وزیر دارایی قطر نیز اظهار داشت که قطر آن‌قدر ثروتمند است که بتواند در برابر محاصره مقاومت کند. در ۲۴ اوت ۲۰۱۷، قطر اعلام کرد که روابط دیپلماتیک کامل با ایران را از سر خواهد گرفت. درحالی‌که بن‌بست دیپلماتیک به دومین سال خود رسید، عربستان سعودی اعلام کرد که کانالی خواهد ساخت که ارتباط قطر را با خشکی قطع کرده و قطر را به یک جزیره تبدیل کند.

## زمینه‌ها

### پیشینه
حمد بن خلیفه آل ثانی از زمانی که در سال ۱۹۹۵ قدرت را در دست گرفت، معتقد بود که قطر تنها با تبدیل خود از یک زیرشاخهٔ سعودی به رقیب عربستان سعودی می‌تواند امنیت پیدا کند. به گفتهٔ جیم کرین، پژوهشگر انرژی در مؤسسهٔ بیکر دانشگاه رایس، «قطر در گذشته نوعی کشور دست‌نشاندهٔ سعودی بود، اما از خودمختاری که ثروت گازی‌اش ایجاد کرد، برای ایفای نقش مستقل برای خود استفاده کرد. در مجموع، گاز، قطر را بر آن داشت تا سیاست منطقه‌ای تعامل با حکومت شیعهٔ ایران را برای تأمین منبع ثروت خود گسترش دهد». قطر و ایران مالکیت میدان میعانات گازی پارس جنوبی/گنبد شمالی، که با اختلاف، بزرگ‌ترین میدان گاز طبیعی جهان است را با نفوذ ژئواستراتژیک قابل‌توجه، مشترک هستند. برای خنثی کردن بیشتر نفوذ عربستان، قطر متحد نزدیک ایالات متحده است و میزبان بزرگ‌ترین پایگاه آمریکایی در خاورمیانه، پایگاه هوایی العدید است. عربستان سعودی سفیر خود را از سال ۲۰۰۲ تا ۲۰۰۸ از دوحه خارج کرد تا تلاش کند قطر را برای مهار تمایلات فردگرایانهٔ خود تحت فشار قرار دهد. این رویکرد به‌طور گسترده شکست خورد.

کشورهای عضو شورای همکاری خلیج فارس

قطر روابط نسبتاً خوبی با ایران دارد. عربستان سعودی اغلب این موضوع را یک نبرد نیابتی بین شرکا و دشمنان ایران می‌داند. سیاستمداران امارات متحدهٔ عربی ادعا می‌کنند که "قطر میلیاردها دلار در ایالات متحده و اروپا سرمایه‌گذاری می‌کند و سپس سود حاصل از آن را برای پشتیبانی از حماس، اخوان‌المسلمین و گروه‌های مرتبط با القاعده هزینه می‌کند. در عین حال قطر میزبان ایالات متحده‌ای است که جنگ منطقه‌ای خود را علیه افراط‌گرایی هدایت می‌کند. قطر همچنین صاحب شبکه‌های رسانه‌ای است که مسئول تحریک بسیاری از همین افراط‌گرایان هستند. قطر همچنین از تماس‌های خود برای کمک به مذاکره برای مبادلهٔ مسالمت‌آمیز گروگان‌ها برای تخلیهٔ امن غیرنظامیان از مناطق آسیب‌دیده از جنگ داخلی سوریه استفاده کرد. در سال ۲۰۰۶، قطر تنها عضو شورای امنیت سازمان ملل بود که به قطعنامهٔ ۱۶۹۶ شورای امنیت سازمان ملل متحد که از ایران خواسته بود برنامهٔ غنی‌سازی هسته‌ای خود را متوقف کند، رأی منفی داد.
در آوریل ۲۰۱۷، پس از ۱۲ سال توقف، قطر ممنوعیت توسعهٔ میدان گازی با ایران را لغو کرد، که مستلزم همکاری بین دو کشور بود. به گفتهٔ دیوید رابرتز، کارشناس سیاست خارجی قطر در کینگز کالج لندن، اگر درگیری بین آمریکا و ایران رخ دهد، قطر به معنای واقعی کلمه در وسط قرار می‌گیرد.
در تاریخ ۲۷ مه ۲۰۱۷، حسن روحانی رئیس‌جمهور منتخب ایران با تمیم بن حمد آل ثانی امیر قطر تماس تلفنی داشت. روحانی خطاب به امیر قطر گفت: کشورهای منطقه برای حل بحران منطقه نیاز به همکاری و رایزنی بیشتری دارند و ما آمادهٔ همکاری در این زمینه هستیم.

### بهار عربی و الجزیره
شبکهٔ رسانه‌ای الجزیرهٔ قطر یک سازمان رسانه‌ای متعلق به دولت قطر است. این شبکه محبوب‌ترین شبکه در خاورمیانه است و شبکهٔ خبری آن از دولت‌های خارجی اصلی که در ایجاد مناقشه دخیل بودند انتقاد کرده و به حمایت از منافع قطر متهم شده است. ائتلاف ضد قطر به رهبری عربستان سعودی خواستار تعطیلی شبکهٔ الجزیره شده است.

### تروریسم
قطر به حمایت از تروریسم متهم شده است. برخی از کشورها قطر را به‌دلیل حمایت مالی از گروه‌های شورشی در سوریه، از جمله جبهه النصره وابسته به القاعده در سوریه، مقصر دانسته‌اند، اگرچه سعودی‌ها نیز همین کار را کرده‌اند. هم قطر و هم عربستان سعودی در عملیات مخفی Timber Sycamore به رهبری سیا برای آموزش و تسلیح شورشیان سوری مشارکت داشته‌اند.
قطر میزبان مقامات طالبان افغانستان و حماس بوده است. قطر از این اقدام دفاع می‌کند و می‌گوید که تلاش می‌کند با میزبانی مذاکرات بین طالبان و دولت افغانستان تحت حمایت ایالات متحده در سال ۲۰۱۶، به‌عنوان یک واسطه در درگیری‌های منطقه‌ای عمل کند.
در ۱۳ ژوئیهٔ ۲۰۱۷، باب کورکر، سناتور جمهوری‌خواه و رئیس کمیتهٔ روابط خارجی سنای ایالات متحده، اظهار داشت که «میزان حمایت عربستان سعودی از تروریسم، کاری که قطر انجام می‌دهد را ناچیز می‌نمایاند». رابرت گیتس، وزیر دفاع پیشین ایالات متحده و رئیس سابق سیا، در ماه مه ۲۰۱۷ اظهار داشت که «نمی‌داند که قطر به دنبال شبکه‌های حماس، طالبان و القاعده (تأمین مالی تروریسم) می‌رود یا خیر» و «نگرش من نسبت به العدید و هر تأسیسات دیگری این است که ارتش ایالات متحده هیچ امکانات غیرقابل جایگزینی ندارد». قطر میزبان بزرگ‌ترین پایگاه آمریکا در خاورمیانه، پایگاه هوایی العدید است که توسط ایالات متحده در کمپین‌های خود در عراق، سوریه و افغانستان استفاده شده است. به گزارش وال‌استریت ژورنال، در دورهٔ نخست ریاست‌جمهوری باراک اوباما، برخی از اعضای شورای امنیت ملیِ او برای خروج یک اسکادران جنگندهٔ آمریکایی از العدید در اعتراض به حمایت قطر از گروه‌های شبه‌نظامی در خاورمیانه، لابی کردند.

## جدول زمانی

### ۲۰۰۲–۲۰۰۸
در سال ۲۰۰۲، عربستان سعودی سفیر خود را از قطر به‌دلیل موضع انتقادی ادعایی الجزیره در قبال عربستان احضار کرد. روابط دیپلماتیک در سال ۲۰۰۸ پس از اطمینان از این‌که الجزیره پوشش خبری خود از عربستان سعودی را محدود خواهد کرد، دوباره برقرار شد.

### ۲۰۱۴
طی جلسهٔ مارس ۲۰۱۴ شورای همکاری خلیج فارس، امارات متحدهٔ عربی، عربستان سعودی و بحرین فراخوانی سفرای خود از قطر را به‌دلیل دخالت قطر در امور داخلی خود اعلام کردند. این وضعیت سرانجام پس از این‌که قطر اعضای اخوان را هشت ماه بعد مجبور به ترک قطر کرد، حل و فصل شد.
برخی از اقتصاددانان، اختلافات سال ۲۰۱۴ عربستان و قطر را نشانهٔ سیاسی محسوس رقابت اقتصادی فزاینده بین تولیدکنندگان نفت و گاز طبیعی تفسیر کرده‌اند که می‌تواند «عواقب عمیق و طولانی‌مدتی» فراتر از منطقهٔ خاورمیانه-شمال آفریقا داشته باشد.

### ۲۰۱۷–۲۰۱۸: بحران دیپلماتیک قطر-عربستان سعودی
در ژوئن ۲۰۱۷، عربستان سعودی، امارات متحدهٔ عربی، بحرین، مصر، مالدیو، موریتانی، موریس، سودان، سنگال، جیبوتی، کومور، اردن، دولت لیبی مستقر در طبرق و دولت یمن به رهبری هادی روابط دیپلماتیک خود را با قطر قطع کردند و حریم هوایی و مسیرهای دریایی قطر را مسدود کردند و عربستان سعودی نیز تنها گذرگاه زمینی قطر را مسدود کرد. علت این اقدامات، گسترش روابط قطر با ایران و پرداختن شبکهٔ الجزیره به انتشار اطلاعات منفی دربارهٔ سایر کشورهای عضو شورای همکاری خلیج فارس و مصر و حمایت ادعایی قطر از گروه‌های اسلام‌گرا گزارش شد. قطر نیز از ائتلاف ضدحوثی اخراج شد. خالد بن محمد العطیه، وزیر دفاع قطر، این محاصره را شبیه به اعلان جنگ بدون خونریزی خواند و علی شریف العمادی، وزیر دارایی قطر نیز اظهار داشت که قطر آن‌قدر ثروتمند است که بتواند در برابر محاصره مقاومت کند.
ائتلاف سعودی، قطر را به حمایت از تروریسم، مداخله در امور داخلی آن‌ها و حفظ روابط با ایران متهم می‌کند. قطر اتهامات مبنی بر حمایت از تروریسم را رد می‌کند و اشاره می‌کند که در جنگ به رهبری آمریکا علیه داعش مشارکت داشته است. این کشورها همچنین تأکید کرده‌اند که این اقدامات در پاسخ به نقض توافقنامهٔ قطر در سال ۲۰۱۴ برای تضعیف «منافع، امنیت و ثبات» سایر کشورهای شورای همکاری خلیج فارس است.
بحران دیپلماتیک، پس از سخنرانی امیر تمیم بن حمد آل ثانی در ماه مه رخ داد که در آن ادعا شد وی حمایت خود از ایران، حماس و اخوان‌المسلمین را اعلام کرده و ایران را «قدرت اسلامی» خوانده و از رفتار خصمانهٔ دونالد ترامپ علیه ایران انتقاد کرده است. قطر این اتهامات را رد کرد و مدعی شد که هکرها اظهارات ساختگی را در وبسایت خبرگزاری دولتی قطر منتشر کرده‌اند. بازرسان آمریکایی بر این باورند که این خبرگزاری توسط هکرهای روسی به‌عنوان بخشی از یک کمپین خبررسانی جعلی در جریان است که برای ایجاد شکاف‌های دیپلماتیک بین ایالات متحده و متحدانش در منطقه طراحی شده است. کرملین دست داشتن در این موضوع را رد کرد و دولت قطر مدعی شد که منشأ هک، از کشورهای تحریم‌کنندهٔ قطر در شورای همکاری خلیج فارس بوده نه از روسیه. قطر قصد دارد از کشورهای درگیر در این محاصره شکایت کند. انزوای اقتصادی ناگهانی، قطر را وادار کرد تا برای تأمین آب و غذا به ترکیه و ایران روی آورد. ایران نیز پیشنهاد استفاده از سه بندر خود را برای تحویل کالا به قطر داد.
رسانه‌های عربی مدعی شدند که قطر به‌طور مخفیانه پذیرفته است که بخشی از حوزهٔ نفوذ شیعیان ایرانی شود که تهران در تلاش است در خاورمیانه ایجاد کند و شامل لبنان (حزب‌الله)، سوریه (اسد) و عراق (دولت اکثریت شیعه) می‌شود و امیر آل ثانی در گفت‌وگوی تلفنی با حسن روحانی، رئیس‌جمهور ایران گفت که می‌خواهد روابط با ایران «قوی‌تر از همیشه» باشد. قطر مدعی است که حزب‌الله مورد حمایت ایران یک جنبش مقاومت در برابر اشغالگری اسرائیل است، نه یک گروه تروریستی. رسانه‌های عربی مدعی شدند که عبدالله بن ناصر بن عبدالله آل احمد آل ثانی، یکی از اعضای مجلس حاکم قطر، در توئیتی نوشت که تمیم، حاکم قطر «با ایران علیه برادران شما متحد شده و گروه‌های تروریستی تشکیل داده و گردان‌های الکترونیکی برای تضعیف مخالفان راه‌اندازی کرده است». رسانه‌های سعودی همچنین مدعی شدند که سپاه پاسداران جمهوری اسلامی از تمیم بن حمد آل ثانی حاکم قطر در درون کاخ او محافظت می‌کند.
بلوک کشورهای تحت رهبری عربستان سعودی پیش‌نیازهایی را برای قطر برای احیای روابط دیپلماتیک و رفع محاصره صادر کردند. در این سیزده خواسته، تصریح شده بود که این کشور باید روابط، همکاری‌های نظامی و اطلاعاتی با ایران را قطع کند، از تحریم‌های تجاری آمریکا و تحریم‌های بین‌المللی علیه جمهوری اسلامی تبعیت کند، پایگاه نظامی ترکیه را فوراً تعطیل کند و همکاری نظامی با ترکیه را متوقف کند. همچنین از قطر خواسته شد که هرگونه روابط موجود با همهٔ «سازمان‌های تروریستی، فرقه‌ای و ایدئولوژیک» مانند داعش، اخوان‌المسلمین، حماس، طالبان، القاعده، جبهه النصره و حزب‌الله را قطع کند و فهرست سازمان‌های تروریستی که توسط عربستان سعودی، امارات، بحرین و مصر تعریف شده است را به رسمیت بشناسد. درخواست‌های تنبیهی دیگری نیز ارائه شد از جمله: پرداخت غرامت و جبران خسارت جانی و سایر خسارات مالی ناشی از سیاست‌های قطر در سال‌های اخیر، بسته شدن رسانه‌های دولتی مانند الجزیره، عربی ۲۱، رصد، العربی الجدید، مکاملین و میدل ایست آی.
این بلوک به‌دنبال تضمینی بود که قطر در آینده در همهٔ مسائل با سایر کشورهای خلیج فارس همسو شده، همهٔ تصمیمات خود را با آن‌ها در میان گذارَد و گزارش‌های منظمی از فعالیت‌های خود ارائه دهد. (به‌طور ماهانه برای سال اول، فصلی برای سال دوم و سالانه برای سال‌های بعدی به‌مدت ده سال). آن‌ها همچنین خواستار اخراج تمامی پناهجویان سیاسی و فراریان ساکن قطر به کشورهای مبدأ، مسدود کردن دارایی‌های آن‌ها، ارائهٔ هرگونه اطلاعات مورد نظر در مورد اقامت، تحرکات و امور مالی، لغو تابعیت قطری آن‌ها در صورت داشتن تابعیت قطری شدند.
پس از رد این درخواست‌ها از سوی قطر، کشورهای درگیر اعلام کردند که محاصره تا زمانی که قطر سیاست‌های خود را تغییر ندهد، پابرجا خواهد بود.

### ۲۰۲۱: آشتی خلیج فارس
در ۵ ژانویهٔ ۲۰۲۱، تمیم بن حمد آل ثانی امیر قطر برای شرکت در نشست شورای همکاری خلیج فارس از شهر العلا در عربستان سعودی بازدید کرد. عربستان به همراه امارات متحدهٔ عربی، بحرین و مصر توافقنامه‌ای را برای بازگرداندن کامل روابط دیپلماتیک با قطر و پایان دادن به محاصرهٔ ۳٫۵ ساله امضا کردند. این قطعنامه با میانجیگری کویت و آمریکا صادر شد.
در ابتدا، تنها عربستان سعودی با بازگشایی حریم هوایی و مرزهای دریایی خود با قطر موافقت کرد و روند آشتی را آغاز کرد. امارات متحدهٔ عربی بعداً به آن ملحق شد و اعلام کرد که تمام مرزهای زمینی، دریایی و هوایی خود را باز می‌کند و اجازهٔ سفر و تجارت با قطر را می‌دهد.
در ۱۶ ژانویهٔ ۲۰۲۱، فیصل بن فرحان آل سعود وزیر امور خارجهٔ عربستان سعودی اعلام کرد که کشورش سفارت خود را در قطر به‌عنوان بخشی از توافق آشتی العلا بازگشایی خواهد کرد.
در ۸ دسامبر ۲۰۲۱، محمد بن سلمان، ولیعهد عربستان سعودی در نخستین سفر خود از زمان تحریم قطر توسط عربستان سعودی و چند متحد دیگر عربی در اواسط سال ۲۰۱۷، وارد دوحه شد. شاهزاده محمد در بدو ورود توسط امیر تمیم بن حامد آل ثانی مورد استقبال قرار گرفت.

## کشورهای مورد اختلاف

### مصر

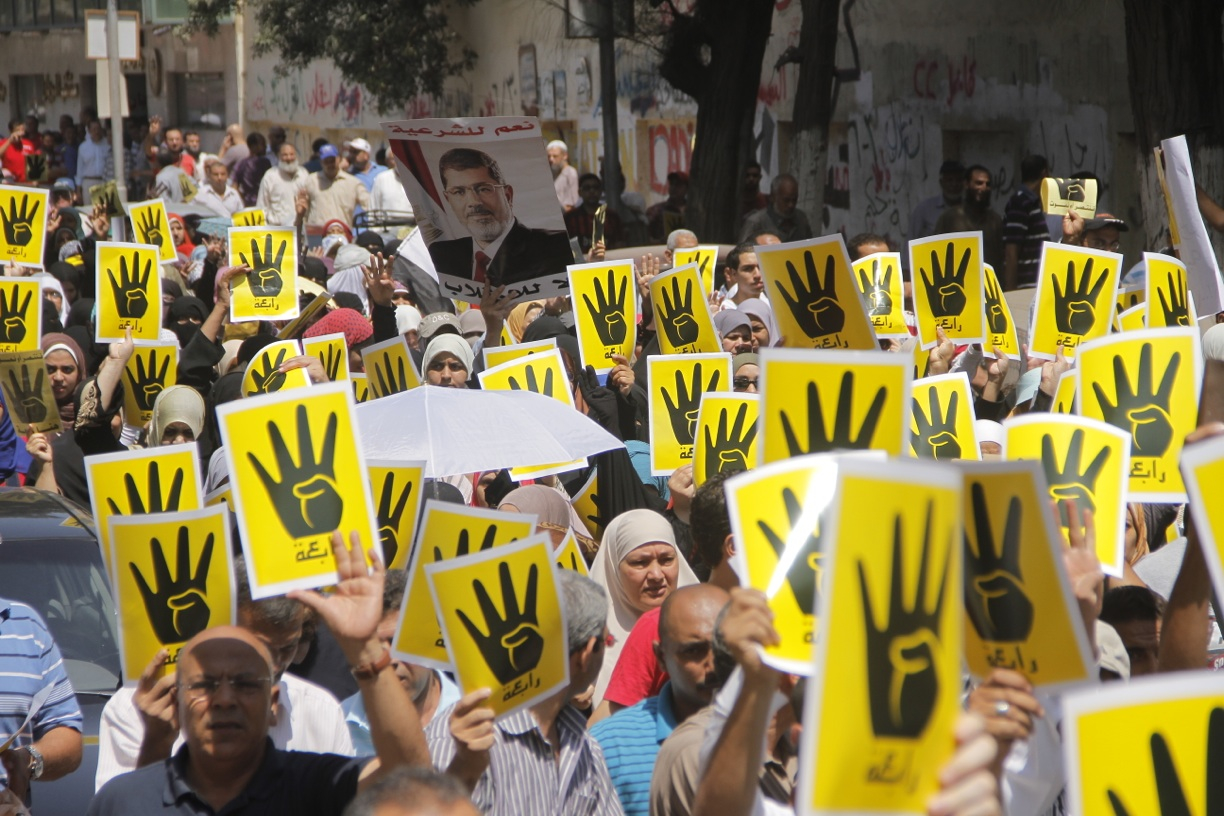
معترضانی که تابلوی رابعه را در دست دارند، تابلویی که اخوان‌المسلمین و حامیان آن در مصر در پی سرنگونی محمد مرسی از آن استفاده می‌کنند.

قطر در گذشته از اخوان‌المسلمین حمایت کرده است. قطر از برکناری موفقیت‌آمیز رئیس‌جمهور حسنی مبارک در فوریهٔ ۲۰۱۱ حمایت کرد. محمد مرسی نامزد وابسته به اخوان‌المسلمین مورد حمایت قطر در سال ۲۰۱۲ نخستین رئیس‌جمهور منتخب دموکراتیک مصر شد، اما پس از اعتراضات گسترده علیه حکومت او، سال بعد با کودتای نظامی تحت حمایت عربستان به رهبری عبدالفتاح السیسی سرنگون شد.
از زمان کودتا، عربستان سعودی اخوان‌المسلمین را به‌عنوان یک تهدید می‌بیند، زیرا از نظر ایدئولوژیک با پادشاهی موروثی آل سعود مخالفت می‌کند. دولت مصر مدت‌هاست که اخوان‌المسلمین را «دشمن شمارهٔ یک» می‌داند. در سال ۲۰۱۱، در جریان بهار عربی، قطر از معترضان مصری که خواهان تغییر بودند و همچنین از اخوان‌المسلمین حمایت کرد. در مقابل، عربستان سعودی از حسنی مبارک و سپس از عبدالفتاح السیسی حمایت کرد.
در فوریهٔ ۲۰۱۵، پس از آن‌که نیروی هوایی مصر حملات هوایی به مواضع مشکوک داعش در کشور همسایه، لیبی را پس از سر بریدن ۲۱ مسیحی قبطی مصر انجام داد، روابط مصر و قطر بدتر شد. این حملات هوایی توسط شبکهٔ الجزیره محکوم شد که تصاویری از تلفات غیرنظامیان را پخش کرد. علاوه بر این، وزارت خارجهٔ قطر نسبت به حملات هوایی ابراز نگرانی کرد. این موضوع باعث شد تا طارق عادل، نمایندهٔ مصر در اتحادیهٔ عرب، قطر را به حمایت از تروریسم متهم کند. شهروندان مصری نیز کمپینی آنلاین در محکومیت دولت قطر راه‌اندازی کردند. شورای همکاری خلیج فارس اتهامات مصر را رد کرد و دبیرکل آن، این اظهارات را نادرست دانست. اندکی پس از آن، قطر سفیر خود در مصر را برای «مشاوره» فراخواند.

### سوریه
قطر در ابتدا در کنار ترکیه حامی اصلی اعتراضات مردم سوریه علیه بشار اسد بود. از آنجایی که دولت سوریه به کشتار مخالفان پرداخت، قطر همچنان حامی اصلی شورش مسلحانه و در نهایت جنگ داخلی تمام عیار بود. عربستان سعودی در ابتدا تمایلی به حمایت از سرنگونی دولت اسد با وجود اتکای خود به ایران نداشت. زمانی که قطر و ترکیه به‌طور فزاینده‌ای در سوریه دخالت کردند، عربستان سعودی برای سرنگونی اسد به جنگ پیوست و او برای ماندن در قدرت بیشتر به ایران و روسیه وابسته شد.
در طول جنگ داخلی سوریه، هم قطر و هم عربستان سعودی از بسیاری از سازمان‌های شورشی مخالف سوری، اما گاهی از گروه‌هایی مشترک حمایت کرده‌اند. گروه اصلی مورد حمایت قطر، جبهه النصره بود. ارتباط با این گروه از طریق ابوماریه القحطانی برقرار شد که به‌طور فعال به‌دنبال حمایت قطر و بعداً حمایت ترکیه برای جدا کردن این گروه از القاعده و همچنین مبارزه با داعش، مخالف گروه‌های اصلی تحت حمایت عربستان سعودی جبههٔ اسلامی، سیف و جیش‌الاسلام بود. این تقسیم نه تنها به نفع اسد، روسیه و ایران بود، بلکه به نفع آن چیزی بود که در سال ۲۰۱۴ به داعش تبدیل شد. در سال ۲۰۱۵، افزایش هماهنگی عربستان و قطر پس از به پادشاهی رسیدن سلمان، منجر به ایجاد جیش‌الفتح شد. این گروه استان ادلب را از کنترل دولت اسد خارج کرد اما تا مداخلهٔ نظامی روسیه در جنگ داخلی سوریه در اواخر همان سال تقریباً فروپاشید.
عربستان سعودی بعداً به امارات متحدهٔ عربی در حمایت از نیروهای دموکراتیک سوریه پیوست که با متحد قطر، ترکیه در شمال سوریه درگیر بود.
در ۹ نوامبر ۲۰۱۸، پس از دیدار محمد بن عبدالرحمن آل ثانی نخست‌وزیر قطر از عراق و مقامات دولتی عراق، پیشنهاد ایجاد ائتلافی جدید متشکل از عراق، ایران، سوریه، ترکیه و قطر برای مقابله با نفوذ شورای همکاری خلیج فارس در منطقه داده شد.
از نوامبر ۲۰۱۸، عربستان سعودی و سوریه با امارات متحدهٔ عربی، مصر و اردن به‌عنوان میانجی در حال مذاکره برای بهبود وضعیت سیاسی بودند. این گفت‌وگوها شامل همکاری احتمالی آینده علیه اخوان‌المسلمین در منطقه بود. از سال ۲۰۲۱، جلسات منظمی بین رؤسای سرویس‌های اطلاعاتی برگزار شده است. در ۲۳ مارس ۲۰۲۳، عربستان سعودی و سوریه دربارهٔ احیای روابط دیپلماتیک گفت‌وگو کردند. در ۱۳ آوریل ۲۰۲۳، فیصل مقداد وزیر امور خارجهٔ سوریه برای دیدار با فیصل بن فرحان آل سعود، وزیر امور خارجهٔ عربستان، وارد جده شد. به گفتهٔ وزارت خارجهٔ عربستان سعودی، پس از تیره شدن روابط در طول جنگ داخلی سوریه، هر دو کشور اکنون به‌دنبال «راه‌حلی سیاسی» برای بحران سوریه هستند که وحدت، امنیت و ثبات سوریه را تضمین کند. تا سال ۲۰۲۳، قطر از هیئت تحریر شام و سایر گروه‌های اسلام‌گرا حمایت می‌کند، درحالی‌که عربستان سعودی از دولت سوریه حمایت می‌کند.

### لیبی
رهبر لیبی معمر قذافی در پی انقلاب ۲۰۱۱ کشته شد. این خیزش با مداخلهٔ نظامی قطر و سایر نیروهای نظامی در طرف شورای ملی انتقالی انقلابی همراه بود. از زمان تشدید جنگ داخلی در سال ۲۰۱۴، بلوک سعودی و قطر از گروه‌های رقیب در لیبی حمایت کرده‌اند. قطر از دولت وفاق ملی به رسمیت شناخته‌شدهٔ بین‌المللی حمایت می‌کند اما عربستان سعودی از دولت مجلس نمایندگان مستقر در طبرق حمایت می‌کند.

### فلسطین
قطر به‌طور کلی از حماس حمایت می‌کند اما عربستان سعودی از بسیاری از سازمان‌های سیاسی فلسطینی از جمله حماس و سازمان آزادی‌بخش فلسطین (ساف)/ فتح حمایت می‌کرد. با این‌حال، پس از پیروزی حماس در انتخابات پارلمانی فلسطین در سال ۲۰۰۶، سطح کمک‌های مالی عربستان سعودی کاهش یافت، اما سطح کمک‌های مالی ایران افزایش یافت. ترکیه و قطر اکنون بزرگ‌ترین حامیان حماس هستند. تا سال ۲۰۱۱، یعنی آغاز بهار عربی، ایران و سوریه بزرگ‌ترین حامیان حماس بودند.
از سال ۲۰۱۶ محمود عباس، رئیس تشکیلات خودگردان فلسطین، از قطر و ترکیه خواسته است که از او در برابر رقیب بالقوه‌اش محمد دحلان که تحت پشتیبانی عربستان سعودی، امارات و مصر است، حمایت کنند.

### یمن
در سال ۲۰۱۵، سلمان بن عبدالعزیز آل سعود به پادشاهی رسید و حوثی‌ها پایتخت یمن را به‌دست گرفتند، که منجر به جنگ داخلی یمن شد که با مداخلهٔ عربستان برای حمایت از دولت وحدت ملی پس از صالح به رهبری عبدربه منصور هادی مواجه شد. قطر از این ائتلاف به رهبری عربستان سعودی تا زمانی که در طول بحران دیپلماتیک قطر ۲۰۱۷–۲۰۱۸ از آن اخراج شد، حمایت کرد. منابع طرفدار سعودی مدعی هستند که قطر نیز با کمک‌های مالی و اطلاعاتی از دولت حوثی‌ها حمایت می‌کند.

## سایر کشورهای‌های درگیر

### اسرائیل
اگرچه اسرائیل با پوشش خبری الجزیرهٔ طرفدار فلسطین مخالف است، اما اسرائیل روابط پنهانی با قطر و عربستان سعودی دارد، بنابراین از انتقاد از هر دو طرف خودداری می‌کند. هدف اصلی اسرائیل این است که روابط خود را با هر دو کشور آرام کند و آن‌ها را متحدان ارزشمندی در کنار هم ببیند. این امر بر موضع سیاسی اسرائیل در رابطه با روابط مخفیانهٔ خود با هر دو کشور تأثیر گذاشته است اما این روابط همچنان در حال بهبود هستند.

### ترکیه
ترکیه به‌عنوان یکی از حامیان اصلی قطر در مناقشه ظاهر شده است. دولت ترکیه به رهبری رجب طیب اردوغان نیروهای خود را برای کمک به قطر برای بازدارندگی در برابر عربستان سعودی و همچنین برای کمک‌های غذایی مستقر کرده بود.

### اردن
با وجود این‌که اردن، تنش‌های پراکنده‌ای با قطر در رابطه با شبکهٔ الجزیره دارد، اردن از قطع کامل روابط با قطر خودداری کرد، زیرا این کشور برای کارکرد اقتصاد خود به کمک کشورهای حاشیهٔ خلیج فارس وابسته است. فشار عمومی در داخل نیز اردن را مجبور کرد که با دقت تصمیم بگیرد. اردن در سال ۲۰۱۹ روابط خود را با قطر احیا کرد. هم قطر و هم عربستان سعودی تأمین‌کنندگان مالی اصلی اردن هستند.

### مصر
مصر از عربستان سعودی حمایت می‌کند و روابط رسمی خود را با قطر از سال ۲۰۱۷ با توجه به اتهام حمایت قطر از اخوان‌المسلمین قطع کرد.

### ایران
ایران یکی از حامیان اصلی قطر بوده است، هرچند حمایت‌های آن محدود است. ایران به‌طور غیررسمی از برخی از سیاست‌های قطر حمایت کرده است و قطر روابط خود را با ایران احیا کرده است.

### کویت
کویت، پیشنهاد داده است که در این مناقشه میانجی باشد. با این‌حال، در مورد نقش کویت در میانجیگری در مناقشات، شک و تردید وجود دارد که عمدتاً به‌دلیل فشار عربستان برای قطع روابط با قطر است.